# Stenamma bhutanense
Stenamma bhutanense är en myrart som beskrevs av Baroni Urbani 1977. Stenamma bhutanense ingår i släktet Stenamma och familjen myror. Inga underarter finns listade i Catalogue of Life.